# Михайлов, Тимофей Михайлович
Тимофе́й Миха́йлович Миха́йлов (1859—1881) — русский революционер, член террористической организации «Народная воля», участник покушения на царя Александра II 1 марта 1881 года.

## Биография

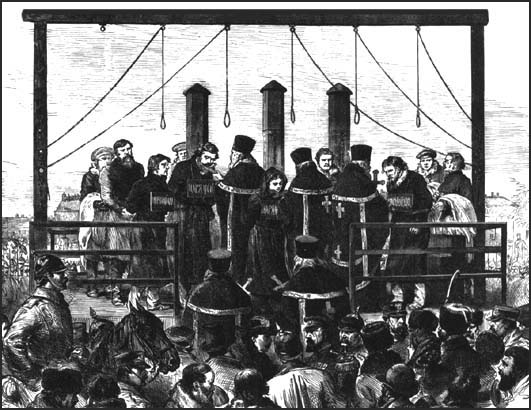
Казнь

Родился 22 января (3 февраля по новому стилю) 1859 года в семье Михаила Нефёдова и Натальи Савельевой, имел сестер Маланью и Матрёну, а также братьев Григория и Степана.
В середине 1870-х работал чернорабочим на нескольких фабриках Санкт-Петербурга. Вскоре стал участником организации «Земля и воля», позднее — членом «Народной воли».
Принимал активное участие в подготовке и удавшемся покушении на царя Александра II 1 марта 1881 года. 3 марта был арестован, при аресте оказал активное вооружённое сопротивление и позже приговорён к смертной казни.
Повешен 3 (15) апреля 1881 года на плацу Семёновского полка вместе с другими первомартовцами. Дважды верёвка не выдерживала его веса; его поднимали и вешали повторно, что вызвало бурю негодования в толпе свидетелей казни.

## Адреса в Санкт-Петербурге
Середина февраля — 03.03.1881 года — 5-я Рождественская улица, 33.